# Union des légions nationales bulgares
L'Union des légions nationales bulgares (UBNL) (en bulgare : Съюз на Българските Национални Легиони (СБНЛ) ; Sayuz na Balgarskite Natsionalni Legioni (SBNL)), appelée jusqu'en 1935 l'Union des légions nationales de la jeunesse (UNYL) (en bulgare : Съюз на Младежките Национални Легиони (СМНЛ) ; Sayuz na Mladezhkite Natsionalni Legioni (SMNL)), est une organisation ultranationaliste, pro-fasciste, pro-nazie et d'extrême droite en Bulgarie, active entre 1932 et 1944.

## Histoire
L'Union des légions nationales bulgares (en bulgare : Съюз на Българските Национални Легиони, en abrégé SBNL) a été fondée en tant que mouvement de jeunesse patriotique, impartial et anticommuniste en 1930 par plusieurs étudiants dans la capitale bulgare Sofia.Le journal de la Ligue s'appelait Leader national (Народен Водач). D'abord été fondée sous le nom d'Union des légions nationales de la jeunesse, qui a gagné en popularité auprès des jeunes en utilisant des méthodes de propagande, populaires dans l'Allemagne nazie de l'époque, notamment avec une marche de Sofia à Veliko Tarnovo. Elle rivalisait avec d'autres organisations nationalistes populaires telles que les Ratniks et le Mouvement social national.
À la fin des années 1930, la Ligue comptait environ 75.000 membres, dont environ 60% d'étudiants. Au total, plus de 90% des membres avaient moins de 30 ans.
Avec l'établissement de la dictature royale du tsar bulgare Boris III, la SBNL a été tolérée au début en raison de sa position promonarchique, mais a été définitivement interdite en tant qu'organisation en 1939. Bien qu'elle ait été officiellement interdite cette année-là par le gouvernement pro-allemand du tsar, elle continuait à fonctionner et à soutenir l'alliance étroite de la Bulgarie avec l'Allemagne nazie.

Après l'entrée en guerre de la Bulgarie aux côtés des puissances de l'Axe, certaines idées ont été reprises par des politiciens de premier plan, ce qui a permis à la ligue interdite d'accroître quelque peu son influence politique, mais elle n'a pas dépassé le statut de groupe dissident d'extrême droite.

Drapeau utilisé par l'Union nationale des légions bulgares (UBNL)

En 1942, Hristo Lukov, lieutenant général retraité de l'armée bulgare et ancien ministre de la guerre, prend la tête de l'organisation. Sous sa direction, l'organisation prend une tournure fasciste. S'identifiant comme un groupe monarchiste extrémiste, il cherche en vain à travailler avec le Mouvement social nationale, avant d'émerger finalement comme un groupe d'opposition qui soutient largement le nazisme, mais critique néanmoins le gouvernement pro-nazi de Bogdan Filov, qu'il définit comme composé de "capitalistes, judéo-maçons et bolcheviks",. Le SBNL est interdit après le coup d'État de 1944, en même temps que toutes les autres organisations et partis nationalistes.

## Idéologie
L'organisation a une idéologie proche du fascisme, qui comprend la création d'un régime totalitaire à parti unique, l'interdiction de l'économie de marché et le contrôle total de l'État sur l'économie et la société, l'antisémitisme et l'hostilité envers les étrangers, l'anticommunisme. Il présente des similitudes avec le fascisme italien et le nazisme allemand, dont il "emprunte" les idées, les symboles et les slogans.
Les historiens bulgares définissent l'organisation comme contenant les caractéristiques de l'extrême droite. Outre Nikolay Poppetrov, cité ci-dessus, Rumen Daskalov la décrit comme "ayant un caractère fasciste complet pendant les années de la Seconde Guerre mondiale", ce qui inclut "des idées nationalistes et chauvines, autoritaires et totalitaires, mais encore plus tenaces et irréconciliables avec toute forme de parti parlementaire et des idées libérales-individualistes, mais aussi - de manière plus caractéristique - le leadership et l'élitisme, le racisme, l'antisémitisme.
Une marche annuelle aux flambeaux, rappelant les marches nazies des années 1930, en commémoration du leader de l'UBNL Hristo Lukov, est organisée par une organisation informelle d'extrême droite en Bulgarie, qui se nomme Union nationale bulgare (Български национален съюз). L'organisation se décrit comme "idéologiquement la plus proche de l'Union des légions nationales bulgares",,.